# Frederick Blayney
Frederick Blayney (fl. XIX secolo) è stato un economista britannico del XIX secolo.

## Opere

A practical treatise on life-assurance, 1826 (Fondazione Mansutti, Milano).

Nonostante la biografia sia poco nota, le sue opere ebbero ampia diffusione. La sua prima opera è Treatise on the life annuities, edita nel 1817 e dedicata alle rendite. Dieci anni più tardi pubblica A practical treatise on life-assurance (1826), con una seconda ristampa successiva nel 1837, in cui l'autore lamenta i costi delle assicurazioni sulla vita e propone di redistribuire gli utili delle compagnie assicurative ai propri clienti. Il volume è un'importante testimonianze delle attività assicurative in Inghilterra all'inizio del XIX secolo e sulle tariffe applicate.